# Johannes Nicolaus Brønsted
Johannes Nicolaus Brønsted, danski fizikalni kemik, * 22. februar 1879, Varde, Danska, 17. december 1947, København, Danska.
Brønsted je leta 1899 diplomiral iz kemijskega inženirstva in leta 1908 doktoriral na Univerzi v Københavnu. Po doktoratu je bil na isti univerzi takoj imenovan za profesorja anorganske in fizikalne kemije.
Leta 1906 je objavil prvega iz niza svojih številnih člankov o elektronski afiniteti in leta 1923 istočasno z angleškim kemikom Thomasom Martinom Lowryjem protonsko teorijo kislo-bazičnih reakcij. Istega leta je Gilbert Newton Lewis predlagal tudi elektronsko teorijo kislo-bazičnih reakcij. Obe teoriji se še vedno uporabljata.
Brønsted je postal znan strokovnjak za kislo in bazično katalizo in avtor enačbe, ki se po njem imenuje Brønstedova enačba katalize. Skupaj z Lowryjem sta razvila teorijo donacije protona, ki trdi, da vodikov atom, ki je vedno prisoten v kislinah, med raztapljanjem v vodi ionizira v oksonijev ion, pri tem izgubi svoj elektron in kislina postane donor protona. Hidroksid,  molekula vode brez enega od dveh vodikovih atomov, postane akceptor protona. Z mešanjem obeh pride do nevtralizacije, v kateri nastane vodikov hidroksid, ki ga običajno imenujemo voda.
Brønstedovo nasprotovanje nacističnemu režimu med okupacijo Danske med 2. svetovno vojno je leta privedlo do njegove izvolitve v Danski parlament. Svojega sedeža v parlamentu nikoli ni zasedel, ker je bil preveč bolan in je kmalu po izvolitvi umrl. 